# برونو لازاروني
برونو لازاروني (بالبرتغالية: Bruno Amorim Lazaroni‏) هو لاعب كرة قدم برازيلي في مركز الوسط، ولد في 13 سبتمبر 1980 في ريو دي جانيرو في البرازيل. لعب مع جمعية بورتوغيزا الرياضية ونادي الاتفاق ونادي بانغو أتلتيكو ونادي سانت غالن ونادي فاسكو دا غاما ونادي فلامنغو ونافال.

## وصلات خارجية
- برونو لازاروني على موقع قاعدة بيانات كرة القدم.إي يو (الإنجليزية)
- برونو لازاروني على موقع Soccerway.com (الإنجليزية)